# Phaonia irkutensis
Phaonia irkutensis är en tvåvingeart som beskrevs av Zinovjev 1990. Phaonia irkutensis ingår i släktet Phaonia och familjen husflugor. Inga underarter finns listade i Catalogue of Life.